# Мласкавець пухнастоплодий
Мласкавець пухнастоплодий (Valerianella lasiocarpa) — вид рослин з родини жимолостевих (Caprifoliaceae); поширений у південно-східній Європі та західній Азії.

## Опис
Однорічна рослина 10–35 см заввишки. Стебло знизу густо запушене, вгорі майже голе. Стеблові листки лінійно-ланцетні або лінійні, середні біля основи зазвичай крупно-зубчасті. Квітки блакитні. Плоди видовжено-яйцеподібні, з боків з кілем, спереду з глибокою і широкою борозенкою або овальним поглибленням, на спинці опуклі, густо запушені довгими волосками, 1.5–2 мм довжиною і 1 мм шириною.

## Поширення
Поширений у південно-східній Європі (Греція, Болгарія, Румунія, Молдова, Україна) та західній Азії (Азербайджан, Вірменія, Грузія, Туреччина, Кіпр, Ірак, Іран, Сирія).
В Україні вид зростає на степових схилах, у засміченим місцях — у Правобережному Степу і Криму.